# وینیسیوس لوپس لائوریندو
وینیسیوس لوپس لائوریندو (پرتغالی: Vinícius Lopes Laurindo؛ زادهٔ ۳ مهٔ ۱۹۹۰) بازیکن فوتبال اهل برزیل است.
از باشگاه‌هایی که در آن بازی کرده‌است می‌توان به باشگاه ورزشی کروزیرو اشاره کرد.